# Liste des monuments historiques du 8e arrondissement de Paris

Cet article recense les monuments historiques du 8e arrondissement de Paris, en France.

## Liste
| Monument                                                             | Adresse                                                                                           | Coordonnées                      | Notice         | Protection | Date | Illustration                                                        |
| -------------------------------------------------------------------- | ------------------------------------------------------------------------------------------------- | -------------------------------- | -------------- | ---------- | ---- | ------------------------------------------------------------------- |
| Arc de triomphe de l'Étoile                                          | Place Charles-de-Gaulle                                                                           | 48° 52′ 26″ nord, 2° 17′ 42″ est | « PA00088804 » | Classé     | 1896 | Arc de triomphe de l'Étoile                                         |
| Boulangerie                                                          | 12 rue des Saussaies                                                                              | 48° 52′ 17″ nord, 2° 19′ 05″ est | « PA00088805 » | Inscrit    | 1984 | Boulangerie                                                         |
| Boutique                                                             | 6 rue Chauveau-Lagarde                                                                            | 48° 52′ 17″ nord, 2° 19′ 26″ est | « PA00088806 » | Inscrit    | 1984 | Boutique                                                            |
| Brasserie Au roi de la bière (actuel restaurant McDonald's)          | 119 rue Saint-Lazare                                                                              | 48° 52′ 31″ nord, 2° 19′ 32″ est | « PA75080001 » | Inscrit    | 1997 | Brasserie Au roi de la bière(actuel restaurant McDonald's)          |
| Brasserie Mollard                                                    | 113, 115 rue Saint-Lazare                                                                         | 48° 52′ 31″ nord, 2° 19′ 33″ est | « PA00088884 » | Inscrit    | 1989 | Brasserie Mollard                                                   |
| Cabaret-restaurant le Raspoutine                                     | 101 avenue des Champs-Élysées 55 avenue George-V 58 rue de Bassano 8, 10 rue Vernet               | 48° 52′ 17″ nord, 2° 18′ 01″ est | « PA00088891 » | Inscrit    | 1991 | Cabaret-restaurant le Raspoutine                                    |
| Cathédrale américaine de Paris                                       | 23 avenue George-V                                                                                | 48° 52′ 32″ nord, 2° 18′ 30″ est | « PA75080002 » | Inscrit    | 1997 | Cathédrale américaine de Paris                                      |
| Cathédrale Saint-Alexandre-Nevsky                                    | 12 rue Daru                                                                                       | 48° 52′ 39″ nord, 2° 18′ 07″ est | « PA00088807 » | Classé     | 1981 | Cathédrale Saint-Alexandre-Nevsky                                   |
| Céramic Hôtel                                                        | 34 avenue de Wagram                                                                               | 48° 52′ 37″ nord, 2° 17′ 51″ est | « PA00088808 » | Inscrit    | 1964 | Céramic Hôtel                                                       |
| Chapelle expiatoire                                                  | 22 rue Pasquier                                                                                   | 48° 52′ 25″ nord, 2° 19′ 22″ est | « PA00088809 » | Classé     | 1914 | Chapelle expiatoire                                                 |
| Chapelle Notre-Dame-de-Consolation                                   | 23 rue Jean-Goujon                                                                                | 48° 51′ 56″ nord, 2° 18′ 22″ est | « PA00088810 » | Classé     | 1982 | Chapelle Notre-Dame-de-Consolation                                  |
| Cité Berryer                                                         | 25 rue Royale 3 à 5, 14 à 16 cité Berryer 24 rue Boissy-d'Anglas                                  | 48° 52′ 09″ nord, 2° 19′ 22″ est | « PA00088811 » | Inscrit    | 1987 | Cité Berryer                                                        |
| Édicule Guimard de la station de métro Europe                        | Rue de Madrid                                                                                     | 48° 52′ 44″ nord, 2° 19′ 22″ est | « PA00088871 » | Inscrit    | 2016 | Édicule Guimard de la station de métro Europe                       |
| Édicule Guimard de la station de métro Monceau                       | Boulevard de Courcelles                                                                           | 48° 52′ 49″ nord, 2° 18′ 31″ est | « PA00086724 » | Inscrit    | 2016 | Édicule Guimard de la station de métro Monceau                      |
| Édicule Guimard de la station de métro Saint-Lazare                  | Rue de Rome Rue de l'Arcade                                                                       | 48° 52′ 29″ nord, 2° 19′ 29″ est | « PA00088872 » | Inscrit    | 2016 | Édicule Guimard de la station de métro Saint-Lazare                 |
| Édicule Guimard de la station de métro Ternes                        | Place des Ternes                                                                                  | 48° 52′ 41″ nord, 2° 17′ 55″ est | « PA00086726 » | Inscrit    | 2016 | Édicule Guimard de la station de métro Ternes                       |
| Édicule Guimard de la station de métro Villiers                      | Boulevard de Courcelles                                                                           | 48° 52′ 52″ nord, 2° 18′ 54″ est | « PA00086727 » | Inscrit    | 2016 | Édicule Guimard de la station de métro Villiers                     |
| Église de la Madeleine                                               | Place de la Madeleine                                                                             | 48° 52′ 12″ nord, 2° 19′ 27″ est | « PA00088812 » | Classé     | 1915 | Église de la Madeleine                                              |
| Église Saint-Augustin                                                | Place Saint-Augustin                                                                              | 48° 52′ 33″ nord, 2° 19′ 09″ est | « PA00088813 » | Classé     | 1993 | Église Saint-Augustin                                               |
| Église Saint-Philippe-du-Roule                                       | 154 rue du Faubourg-Saint-Honoré                                                                  | 48° 52′ 24″ nord, 2° 18′ 38″ est | « PA00088814 » | Classé     | 1993 | Église Saint-Philippe-du-Roule                                      |
| Galerie de la Madeleine                                              | 9 place de la Madeleine 30 rue Boissy-d'Anglas 1 boulevard Malesherbes                            | 48° 52′ 11″ nord, 2° 19′ 23″ est | « PA00088815 » | Inscrit    | 1987 | Galerie de la Madeleine                                             |
| Gare Saint-Lazare et l'ancien hôtel Terminus (Hilton Paris Opéra)    | 9, 11, 13, 15 rue d'Amsterdam 108, 110 rue Saint-Lazare Rue de Rome                               | 48° 52′ 35″ nord, 2° 19′ 26″ est | « PA00088816 » | Inscrit    | 1979 | Gare Saint-Lazare et l'ancien hôtel Terminus (Hilton Paris Opéra)   |
| Grand Palais                                                         | Avenue Winston-Churchill Avenue Franklin-D.-Roosevelt Cours la Reine avenue du Général-Eisenhower | 48° 51′ 58″ nord, 2° 18′ 45″ est | « PA00088877 » | Classé     | 2000 | Grand Palais                                                        |
| Hospice Beaujon                                                      | 208 rue du Faubourg-Saint-Honoré                                                                  | 48° 52′ 32″ nord, 2° 18′ 17″ est | « PA00088818 » | Inscrit    | 1927 | Hospice Beaujon                                                     |
| Hôtel                                                                | 12 rue de Courcelles                                                                              | 48° 52′ 26″ nord, 2° 18′ 39″ est | « PA00088840 » | Inscrit    | 1975 | Hôtel                                                               |
| Hôtel de Beauharnais                                                 | 57 boulevard Haussmann 32 rue des Mathurins                                                       | 48° 52′ 25″ nord, 2° 19′ 35″ est | « PA00088819 » | Inscrit    | 1977 | Image manquante Téléverser                                          |
| Hôtel Cail Mairie du 8e arrondissement.                              | 56 boulevard Malesherbes 1, 1bis, 3 rue de Lisbonne 13 rue du Général-Foy                         | 48° 52′ 39″ nord, 2° 19′ 03″ est | « PA00088820 » | Inscrit    | 1982 | Hôtel CailMairie du 8e arrondissement.                              |
| Hôtel de Camondo                                                     | 61 rue de Monceau                                                                                 | 48° 52′ 43″ nord, 2° 18′ 44″ est | « PA00088821 » | Classé     | 1977 | Hôtel de Camondo                                                    |
| Hôtel Cartier                                                        | 8 place de la Concorde                                                                            | 48° 52′ 02″ nord, 2° 19′ 17″ est | « PA00088822 » | Classé     | 1900 | Hôtel Cartier                                                       |
| Hôtel Claridge                                                       | 74 avenue des Champs-Élysées                                                                      | 48° 52′ 16″ nord, 2° 18′ 17″ est | « PA00088823 » | Inscrit    | 1980 | Hôtel Claridge                                                      |
| Hôtel de Coislin                                                     | 4 place de la Concorde 1 rue Royale                                                               | 48° 52′ 02″ nord, 2° 19′ 19″ est | « PA00088824 » | Classé     | 1923 | Hôtel de Coislin                                                    |
| Hôtel Crillon                                                        | 10 place de la Concorde 2 rue Boissy-d'Anglas                                                     | 48° 52′ 02″ nord, 2° 19′ 17″ est | « PA00088825 » | Classé     | 1900 | Hôtel Crillon                                                       |
| Hôtel de l'Impératrice Eugénie                                       | 2 rue de l'Élysée                                                                                 | 48° 52′ 08″ nord, 2° 19′ 00″ est | « PA00132980 » | Classé     | 2002 | Hôtel de l'Impératrice Eugénie                                      |
| Hôtel Lalique                                                        | 40 cours Albert-Ier                                                                               | 48° 51′ 54″ nord, 2° 18′ 16″ est | « PA00088838 » | Inscrit    | 1964 | Hôtel Lalique                                                       |
| Hôtel Landolfo-Carcano                                               | 1 rue de Tilsitt                                                                                  | 48° 52′ 25″ nord, 2° 17′ 49″ est | « PA00088826 » | Classé     | 1976 | Hôtel Landolfo-Carcano                                              |
| Hôtel de Marigny                                                     | 23 avenue de Marigny                                                                              | 48° 52′ 14″ nord, 2° 18′ 55″ est | « PA00088896 » | Classé     | 1992 | Hôtel de Marigny                                                    |
| Hôtel Beauvau                                                        | Place Beauvau Rue Cambacérès 11 rue des Saussaies                                                 | 48° 52′ 19″ nord, 2° 19′ 01″ est | « PA00088873 » | Inscrit    | 1970 | Hôtel Beauvau                                                       |
| Hôtel Moïse de Camondo (actuel musée Nissim-de-Camondo)              | 61bis, 63 rue de Monceau                                                                          | 48° 52′ 44″ nord, 2° 18′ 46″ est | « PA00088828 » | Classé     | 2005 | Hôtel Moïse de Camondo(actuel musée Nissim-de-Camondo)              |
| Hôtel de la Païva                                                    | 25 avenue des Champs-Élysées                                                                      | 48° 52′ 09″ nord, 2° 18′ 27″ est | « PA00088829 » | Classé     | 1980 | Hôtel de la Païva                                                   |
| Hôtel Pillet-Will                                                    | 31 rue du Faubourg-Saint-Honoré                                                                   | 48° 52′ 09″ nord, 2° 19′ 13″ est | « PA00088827 » | Inscrit    | 1927 | Hôtel Pillet-Will                                                   |
| Hôtel Plaza Athénée                                                  | 23 à 27 avenue Montaigne                                                                          | 48° 51′ 59″ nord, 2° 18′ 15″ est | « PA00132983 » | Inscrit    | 1994 | Hôtel Plaza Athénée                                                 |
| Hôtel du Plessis-Bellière                                            | 6 place de la Concorde                                                                            | 48° 52′ 02″ nord, 2° 19′ 18″ est | « PA00088830 » | Classé     | 1923 | Hôtel du Plessis-Bellière                                           |
| Hôtel Potocki (actuelle Chambre de commerce et d'industrie de Paris) | 27 avenue de Friedland                                                                            | 48° 52′ 27″ nord, 2° 18′ 05″ est | « PA00088831 » | Classé     | 1991 | Hôtel Potocki(actuelle Chambre de commerce et d'industrie de Paris) |
| Hôtel de Pourtalès                                                   | 7 rue Tronchet                                                                                    | 48° 52′ 17″ nord, 2° 19′ 31″ est | « PA00088832 » | Inscrit    | 2002 | Hôtel de Pourtalès                                                  |
| Hôtel de la Princesse Mathilde                                       | 10 rue de Courcelles                                                                              | 48° 52′ 25″ nord, 2° 18′ 40″ est | « PA00088839 » | Inscrit    | 1975 | Hôtel de la Princesse Mathilde                                      |
| Hôtel de Rohan-Montbazon                                             | 29 rue du Faubourg-Saint-Honoré                                                                   | 48° 52′ 08″ nord, 2° 19′ 14″ est | « PA00088833 » | Inscrit    | 1927 | Hôtel de Rohan-Montbazon                                            |
| Hôtel Salomon de Rothschild                                          | 12 avenue de Friedland 9, 11 rue Berryer 193 rue du Faubourg-Saint-Honoré                         | 48° 52′ 31″ nord, 2° 18′ 11″ est | « PA00088834 » | Classé     | 2005 | Hôtel Salomon de Rothschild                                         |
| Hôtel Schneider                                                      | 137 rue du Faubourg-Saint-Honoré                                                                  | 48° 52′ 26″ nord, 2° 18′ 29″ est | « PA00088835 » | Inscrit    | 1980 | Hôtel Schneider                                                     |
| Hôtel Sédille                                                        | 28 boulevard Malesherbes                                                                          | 48° 52′ 24″ nord, 2° 19′ 17″ est | « PA00088897 » | Classé     | 1992 | Hôtel Sédille                                                       |
| Hôtel de La Vaupalière                                               | 25 avenue Matignon 85 rue du Faubourg-Saint-Honoré                                                | 48° 52′ 17″ nord, 2° 18′ 48″ est | « PA00088836 » | Classé     | 1947 | Hôtel de La Vaupalière                                              |
| Hôtel Vilgruy                                                        | 9 rue François-Ier 16 rue Jean-Goujon                                                             | 48° 51′ 59″ nord, 2° 18′ 26″ est | « PA00088837 » | Classé     | 1981 | Hôtel Vilgruy                                                       |
| Hôtel particulier                                                    | 33-33bis rue Jean-Goujon                                                                          | 48° 51′ 55″ nord, 2° 18′ 17″ est | « PA75080011 » | Inscrit    | 2014 | Hôtel particulier                                                   |
| Immeuble                                                             | 68 avenue des Champs-Élysées                                                                      | 48° 52′ 16″ nord, 2° 18′ 19″ est | « PA00088888 » | Inscrit    | 1991 | Immeuble                                                            |
| Immeuble                                                             | 70 avenue des Champs-Élysées                                                                      | 48° 52′ 16″ nord, 2° 18′ 18″ est | « PA00088898 » | Inscrit    | 1992 | Immeuble                                                            |
| Immeuble                                                             | 76, 78 avenue des Champs-Élysées                                                                  | 48° 52′ 17″ nord, 2° 18′ 15″ est | « PA00088889 » | Inscrit    | 1991 | Immeuble                                                            |
| Immeuble                                                             | 79 avenue des Champs-Élysées                                                                      | 48° 52′ 16″ nord, 2° 18′ 09″ est | « PA00088890 » | Inscrit    | 1991 | Immeuble                                                            |
| Immeuble                                                             | 99 avenue des Champs-Élysées Avenue George-V                                                      | 48° 52′ 17″ nord, 2° 18′ 05″ est | « PA00088881 » | Inscrit    | 1990 | Immeuble                                                            |
| Immeubles                                                            | 116bis avenue des Champs-Élysées 1 - 5 rue Lord-Byron                                             | 48° 52′ 20″ nord, 2° 18′ 03″ est | « PA00088893 » | Inscrit    | 2005 | Immeubles                                                           |
| Immeuble                                                             | 5 rue du Docteur-Lancereaux                                                                       | 48° 52′ 35″ nord, 2° 18′ 43″ est | « PA00088841 » | Classé     | 1988 | Immeuble                                                            |
| Immeuble                                                             | 4 rue de l'Élysée                                                                                 | 48° 52′ 09″ nord, 2° 19′ 01″ est | « PA75080004 » | Classé     | 2002 | Image manquante Téléverser                                          |
| Immeuble                                                             | 12bis - 14 rue de l'Élysée                                                                        | 48° 52′ 11″ nord, 2° 19′ 03″ est | « PA75080005 » | Classé     | 2002 | Image manquante Téléverser                                          |
| Immeuble                                                             | 1 rue du Faubourg-Saint-Honoré                                                                    | 48° 52′ 06″ nord, 2° 19′ 22″ est | « PA00088842 » | Inscrit    | 1963 | Immeuble                                                            |
| Immeuble                                                             | 118 rue du Faubourg-Saint-Honoré                                                                  | 48° 52′ 19″ nord, 2° 18′ 50″ est | « PA00088844 » | Inscrit    | 1927 | Immeuble                                                            |
| Immeuble                                                             | 120 rue du Faubourg-Saint-Honoré                                                                  | 48° 52′ 19″ nord, 2° 18′ 49″ est | « PA00088845 » | Inscrit    | 1927 | Immeuble                                                            |
| Immeuble de la Banque Transatlique                                   | 26 avenue Franklin-D.-Roosevelt                                                                   | 48° 52′ 20″ nord, 2° 18′ 37″ est | « PA75080010 » | Inscrit    | 2012 | Immeuble de la Banque Transatlique                                  |
| Immeuble                                                             | 30 avenue Franklin-D.-Roosevelt                                                                   | 48° 52′ 21″ nord, 2° 18′ 37″ est | « PA75080007 » | Inscrit    | 2002 | Immeuble                                                            |
| Immeuble                                                             | 38 avenue Gabriel                                                                                 | 48° 52′ 10″ nord, 2° 18′ 51″ est | « PA00088846 » | Inscrit    | 1927 | Immeuble                                                            |
| Immeuble                                                             | 84 boulevard Malesherbes                                                                          | 48° 52′ 48″ nord, 2° 18′ 50″ est | « PA00088847 » | Classé     | 1974 | Immeuble                                                            |
| Immeuble                                                             | 86 boulevard Malesherbes                                                                          | 48° 52′ 49″ nord, 2° 18′ 50″ est | « PA00088848 » | Classé     | 1974 | Immeuble                                                            |
| Immeuble                                                             | 88 boulevard Malesherbes                                                                          | 48° 52′ 49″ nord, 2° 18′ 49″ est | « PA00088849 » | Classé     | 1974 | Immeuble                                                            |
| Immeuble                                                             | 90 boulevard Malesherbes                                                                          | 48° 52′ 50″ nord, 2° 18′ 48″ est | « PA00088850 » | Inscrit    | 1984 | Immeuble                                                            |
| Immeuble                                                             | 1 avenue de Marigny                                                                               | 48° 52′ 10″ nord, 2° 18′ 53″ est | « PA00088851 » | Inscrit    | 1979 | Immeuble                                                            |
| Immeuble                                                             | 51 rue de Miromesnil                                                                              | 48° 52′ 29″ nord, 2° 18′ 57″ est | « PA00088894 » | Inscrit    | 1991 | Immeuble                                                            |
| Immeuble                                                             | 126 rue de Provence                                                                               | 48° 52′ 27″ nord, 2° 19′ 34″ est | « PA00088852 » | Inscrit    | 1986 | Immeuble                                                            |
| Immeuble                                                             | 3 rue Royale                                                                                      | 48° 52′ 02″ nord, 2° 19′ 20″ est | « PA00088853 » | Classé     | 1949 | Immeuble                                                            |
| Immeuble                                                             | 5 rue Royale                                                                                      | 48° 52′ 03″ nord, 2° 19′ 20″ est | « PA00088854 » | Classé     | 1949 | Immeuble                                                            |
| Immeuble                                                             | 6 rue Royale                                                                                      | 48° 52′ 03″ nord, 2° 19′ 22″ est | « PA00088855 » | Classé     | 1927 | Immeuble                                                            |
| Immeuble                                                             | 7 rue Royale                                                                                      | 48° 52′ 03″ nord, 2° 19′ 21″ est | « PA00088856 » | Classé     | 1949 | Immeuble                                                            |
| Immeuble                                                             | 8 rue Royale                                                                                      | 48° 52′ 03″ nord, 2° 19′ 23″ est | « PA00088857 » | Classé     | 1949 | Immeuble                                                            |
| Immeuble                                                             | 9 rue Royale                                                                                      | 48° 52′ 04″ nord, 2° 19′ 21″ est | « PA00088858 » | Classé     | 1949 | Immeuble                                                            |
| Immeuble                                                             | 10 rue Royale                                                                                     | 48° 52′ 04″ nord, 2° 19′ 23″ est | « PA00088859 » | Classé     | 1949 | Immeuble                                                            |
| Immeuble                                                             | 11 rue Royale                                                                                     | 48° 52′ 04″ nord, 2° 19′ 21″ est | « PA00088860 » | Classé     | 1949 | Immeuble                                                            |
| Immeuble                                                             | 12 rue Royale                                                                                     | 48° 52′ 05″ nord, 2° 19′ 24″ est | « PA00088861 » | Classé     | 1949 | Immeuble                                                            |
| Immeuble                                                             | 13 rue Royale                                                                                     | 48° 52′ 05″ nord, 2° 19′ 22″ est | « PA00088862 » | Classé     | 1949 | Immeuble                                                            |
| Immeuble                                                             | 14 rue Royale                                                                                     | 48° 52′ 05″ nord, 2° 19′ 24″ est | « PA00088863 » | Classé     | 1949 | Immeuble                                                            |
| Immeuble                                                             | 15 rue Royale                                                                                     | 48° 52′ 06″ nord, 2° 19′ 22″ est | « PA00088864 » | Classé     | 1949 | Immeuble                                                            |
| Immeuble                                                             | 281 rue Saint-Honoré                                                                              | 48° 52′ 05″ nord, 2° 19′ 25″ est | « PA00088865 » | Classé     | 1961 | Immeuble                                                            |
| Immeuble                                                             | 16 rue de la Ville-l'Évêque                                                                       | 48° 52′ 19″ nord, 2° 19′ 14″ est | « PA00088866 » | Inscrit    | 1927 | Immeuble                                                            |
| Immeuble                                                             | 18 rue de la Ville-l'Évêque                                                                       | 48° 52′ 19″ nord, 2° 19′ 13″ est | « PA00088867 » | Inscrit    | 1975 | Immeuble                                                            |
| Immeuble du cercle de l'Union interalliée                            | 33 rue du Faubourg-Saint-Honoré                                                                   | 48° 52′ 09″ nord, 2° 19′ 12″ est | « PA00088843 » | Inscrit    | 1928 | Immeuble du cercle de l'Union interalliée                           |
| Élysée-Palace hôtel (Actuel siège de la banque HSBC)                 | 103 à 111 avenue des Champs-Élysées 39 rue de Bassano 12, 14 rue Vernet 62 à 66 rue Galilée       | 48° 52′ 19″ nord, 2° 17′ 59″ est | « PA00088892 » | Inscrit    | 1991 | Élysée-Palace hôtel (Actuel siège de la banque HSBC)                |
| Lavatory Madeleine                                                   | 16 place de la Madeleine                                                                          | 48° 52′ 12″ nord, 2° 19′ 31″ est | « PA75080008 » | Inscrit    | 2011 | Lavatory Madeleine                                                  |
| Lycée Chaptal                                                        | 45 boulevard des Batignolles                                                                      | 48° 52′ 53″ nord, 2° 19′ 12″ est | « PA00088868 » | Inscrit    | 1987 | Lycée Chaptal                                                       |
| Magasin Aux Tortues                                                  | 55 boulevard Haussmann 35, 37 rue Tronchet                                                        | 48° 52′ 25″ nord, 2° 19′ 36″ est | « PA00088869 » | Inscrit    | 1984 | Magasin Aux Tortues                                                 |
| Maison Courmont                                                      | 28 rue de Liège                                                                                   | 48° 52′ 47″ nord, 2° 19′ 33″ est | « PA00088870 » | Inscrit    | 1984 | Maison Courmont                                                     |
| Ministère de la Marine                                               | Place de la Concorde 2 rue Royale                                                                 | 48° 52′ 00″ nord, 2° 19′ 22″ est | « PA00088817 » | Classé     | 1923 | Ministère de la Marine                                              |
| Musée Jacquemart-André                                               | 158, 158bis boulevard Haussmann                                                                   | 48° 52′ 32″ nord, 2° 18′ 38″ est | « PA00088874 » | Classé     | 1978 | Musée Jacquemart-André                                              |
| Obélisque de Louxor                                                  | Place de la Concorde                                                                              | 48° 51′ 56″ nord, 2° 19′ 16″ est | « PA00088875 » | Classé     | 1937 | Obélisque de Louxor                                                 |
| Pagode rouge                                                         | 48 rue de Courcelles                                                                              | 48° 52′ 36″ nord, 2° 18′ 28″ est | « PA75080006 » | Inscrit    | 2002 | Pagode rouge                                                        |
| Palais de l'Élysée                                                   | 55, 57 rue du Faubourg-Saint-Honoré                                                               | 48° 52′ 13″ nord, 2° 18′ 59″ est | « PA00088876 » | Classé     | 1916 | Palais de l'Élysée                                                  |
| Parc Monceau                                                         | Boulevard de Courcelles Boulevard Malesherbes Place de Rio-de-Janeiro                             | 48° 52′ 45″ nord, 2° 18′ 33″ est | « PA00088879 » | Classé     | 1907 | Parc Monceau                                                        |
| Petit Palais                                                         | Avenue Winston-Churchill                                                                          | 48° 51′ 58″ nord, 2° 18′ 55″ est | « PA00088878 » | Inscrit    | 1975 | Petit Palais                                                        |
| Place de la Concorde                                                 | Place de la Concorde                                                                              | 48° 51′ 56″ nord, 2° 19′ 16″ est | « PA00088880 » | Classé     | 1937 | Place de la Concorde                                                |
| Restaurant La Fermette Marbeuf                                       | 3, 5 rue Marbeuf 24 rue du Boccador                                                               | 48° 52′ 03″ nord, 2° 18′ 07″ est | « PA00088882 » | Inscrit    | 1983 | Restaurant La Fermette Marbeuf                                      |
| Restaurant le Relais-Plaza                                           | 21 avenue Montaigne                                                                               | 48° 51′ 58″ nord, 2° 18′ 14″ est | « PA00132982 » | Inscrit    | 1994 | Restaurant le Relais-Plaza                                          |
| Salle Gaveau                                                         | 45, 47 rue La Boétie                                                                              | 48° 52′ 23″ nord, 2° 18′ 50″ est | « PA00088887 » | Classé     | 1993 | Salle Gaveau                                                        |
| Salle Pleyel                                                         | 252 rue du Faubourg-Saint-Honoré                                                                  | 48° 52′ 37″ nord, 2° 18′ 04″ est | « PA75080003 » | Inscrit    | 2002 | Salle Pleyel                                                        |
| Temple du Saint-Esprit de Paris                                      | 5 rue Roquépine 14 rue d'Astorg                                                                   | 48° 52′ 24″ nord, 2° 19′ 11″ est | « PA75080009 » | Inscrit    | 2011 | Temple du Saint-Esprit de Paris                                     |
| Théâtre des Champs-Élysées                                           | 13, 15 avenue Montaigne                                                                           | 48° 51′ 57″ nord, 2° 18′ 10″ est | « PA00088883 » | Classé     | 1957 | Théâtre des Champs-Élysées                                          |
| Théâtre de la Madeleine                                              | 19 rue de Surène                                                                                  | 48° 52′ 15″ nord, 2° 19′ 13″ est | « PA00132981 » | Inscrit    | 1994 | Théâtre de la Madeleine                                             |
| Théâtre Marigny                                                      | Carré Marigny                                                                                     | 48° 52′ 07″ nord, 2° 18′ 49″ est | « PA00088886 » | Inscrit    | 1990 | Théâtre Marigny                                                     |
| Théâtre des Mathurins                                                | 36, 38, 40 rue des Mathurins                                                                      | 48° 52′ 23″ nord, 2° 19′ 33″ est | « PA00132987 » | Inscrit    | 1994 | Théâtre des Mathurins                                               |
| Théâtre du Rond-Point                                                | 2bis avenue Franklin-D.-Roosevelt                                                                 | 48° 52′ 04″ nord, 2° 18′ 40″ est | « PA00088885 » | Inscrit    | 1990 | Théâtre du Rond-Point                                               |
| Théâtre Tristan-Bernard                                              | 64 rue du Rocher                                                                                  | 48° 52′ 44″ nord, 2° 19′ 10″ est | « PA00088895 » | Inscrit    | 1991 | Théâtre Tristan-Bernard                                             |